# Proculus opacus
Proculus opacus es una especie de coleóptero de la familia Passalidae.

## Distribución geográfica
Habita en México Guatemala.